# 西尾茶
西尾茶（にしおちゃ）は、愛知県西尾市を中心とする2市で生産される茶であり、そのブランド名である。
登録商標は西尾の抹茶（にしおのまっちゃ、登録番号：第5204296号、権利者：西尾茶協同組合）。生産される茶のほとんどが抹茶に使用され、特に加工食品などでよく使われている。

## 概要
西尾市と安城市を合わせた2市で約150ヘクタール（ha）、年間約400トン（西尾市単独では約350トン）の碾茶が生産されている。これは全国生産量の約20%、愛知県の生産量の約70%を占める。西尾市の北西部にある丘陵地の稲荷山を中心として、西尾市全体で149haの茶畑が広がっている。稲荷山には茶園公園が設けられている。

## 特徴
茶葉の濃い緑、上品な香り、穏やかなうまみとコクが特徴。成長の過程で茶樹に黒いネットを約20日間被せ、太陽光を97%カットする。主要生産地の稲荷山一帯は水捌けのよい砂質壌土であり、御影石を使う茶臼の産地が隣接する岡崎市にあったことなどが、西尾茶の生産につながった。主に茶道に用いられていた抹茶の食品加工用原料としての用途を全国でも先駆けて開拓し、現在では西尾茶の90%以上が食品加工用に使われる。

## 歴史
1271年（文永8年）、実相寺の開祖聖一国師が宋から茶の種を持ち帰り、寺の境内に播いたことが西尾茶の起源とされる。1872年（明治5年）、宇治から茶種と製茶技術を持ち帰った紅樹院の住職足立順道が境内に茶園を開き、1884年（明治17年）には稲荷山一帯に新たに茶園が開墾された。
昭和10年代には三河式トンネル碾茶機が考案され、地場産業として飛躍的な成長を遂げた。1960年（昭和35年）頃には全国的な茶の大増産で西尾の茶産業は危機に陥ったが、抹茶を食品加工用原料として用いることで販路拡大を目指し、2009年（平成21年）までの30年間に生産量はほぼ倍増した。抹茶味のアイスクリームが商品化されたのを契機に、抹茶チョコレートなどの菓子、抹茶ラテのような飲料など様々な商品に西尾の抹茶が使用されるようになり、消臭剤やサプリメントの原料としても用いられている。

### 地域ブランド化
抹茶生産では全国一二を争うシェアを占めるが、全国的な知名度が低いのが課題とされる。2005年（平成17年）に電通東日本が行った「全国の茶の知名度ランキング」ではランキング外となり、1位の静岡茶、2位の宇治茶、3位の八女茶などブランドが確立されている産地との差が浮き彫りになった。このため、2005年から特許庁が認証する「地域ブランド」の取得を目指し、4年後の2009年（平成21年）2月に認定された。西尾市と安城市で生産された茶葉を原料とし、同地域で精製されて茶臼で挽かれた抹茶がブランドの対象となる。茶の地域ブランドは「宇治茶」「伊勢茶」などがあるが、抹茶に限定した地域ブランドは全国初。

## ギャラリー
- 茶畑の全景
- 茶畑の中央部にある稲荷山茶園公園
- ネットが準備された畝（2月）
- ネットが被せられる畝（5月）

## その他

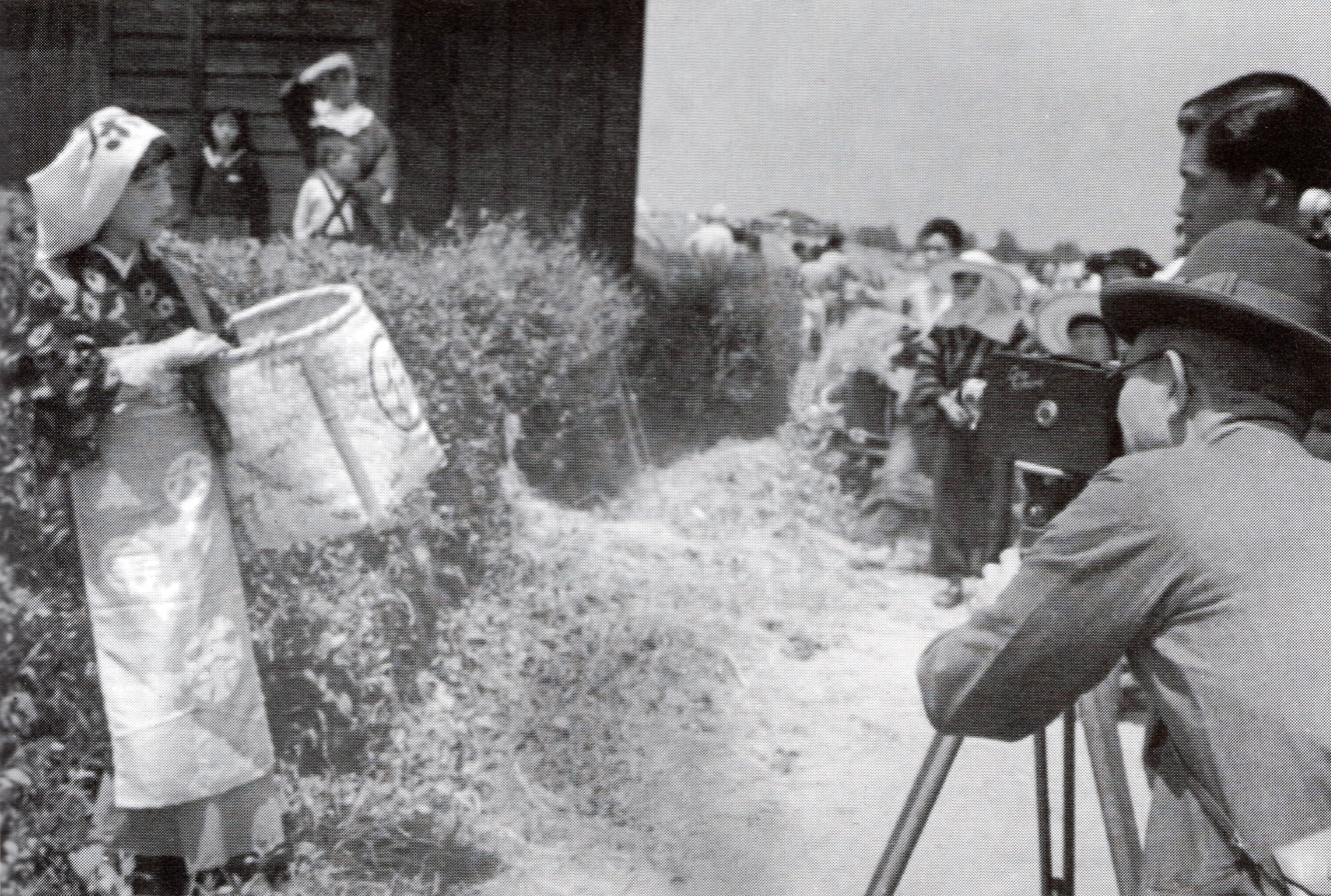
西尾茶のプロモーションの撮影現場（1933～34年頃）

- 1941年（昭和16年）から西尾市内一部の中学校で地場産業の振興と勤労体験を目的とした「全校茶摘み」が開催された。1949年（昭和24年）からは市内全中学校の全校生徒が行っている。一部の小中学校では「全校茶会」が開かれるほか、毎年春には市民大茶会が催されて市民が抹茶に親しんでいる。

- 2006年（平成18年）10月8日、市のメインストリート1.5kmの上に赤い絨毯を敷き詰め、1万4718人が2人組で向かい合って相手のために抹茶をたてて一斉に飲むイベント「まちなか1万人 西尾大茶会」が催された[11]。この記録はギネスブックに認定され、大きなPR効果を生んだ。

- 2007年（平成19年）から、西尾市では、10月8日前後の1週間を「おもてなし週間」と称し茶に関するイベントを開催している。

- 2019年（令和元年）8月27日から4日間、「全国茶品評会」が西尾市で15年ぶりに開催された。全国から920点が出品された。会場は西尾コンベンションホール[12][13]。